# Jerk W. Langer
Jerk W. Langer (født 26. august 1960) er en dansk læge, videnskabsjournalist, foredragsholder og forfatter. Han beskæftiger sig med journalistisk formidling af viden om og forskning i sundhed, sygdom, ernæring og livsstil. Uddannet læge på Københavns Universitet 1987.
Forfatter til bl.a. Faste uden sult (2023, Politikens Forlag), 21 Helbredende Dage med Antiinflammatorisk Kost (2016, Politikens Forlag),
Sænk dit Kolesterol (2021, Politikens Forlag),
Sundt Blodtryk på 14 Dage (2018, Politikens Forlag), 21 Nye Helbredende Dage med Antiinflammatorisk Kost (2018, Politikens Forlag), Collagen - Stærk, sund og smertefri (2020, Politikens Forlag), Super 5:2 - Eksperternes bedste kur (2014, Gyldendal), Politikens Store Lægebog (2006), Barnets Sygdomme (2013, Politikens Forlag), Blodtryk (2006, Politikens Forlag), Overgangsalder (2006, Politikens Forlag), Politikens Bog om Kosttilskud (2003), Glucosamin og Slidgigt (2003, Nyt Nordisk Forlag), Kost og Graviditet (2014, Nyt Nordisk Forlag),. Aktuel eller tidligere skribent i en lang række magasiner, dagblade og tidsskrifter bl.a. lægebrevkasse i Ude og Hjemme.
Foredragsholder om bl.a. antiinflammatorisk Kost, periodisk faste, kosttilskud, bevægelse og motion, collagen og blodtryk og regelmæssig gæst i tv og radio, bl.a. Go' Morgen Danmark og Aftenshowet. Ekspert i programserien En Kur der Dur sæson 1 (2014, TV2) og sæson 2 (2017, TV2). Opfundet udtrykket KRAM for de vigtigste livsstilsfaktorer (kost, rygning, alkohol og motion).
Medlem af ekspertbank ved The Institute for Scientific Information on Coffee (ISIC). Medlem af Det nationale råd for folkesundhed (2005-2008), lægefaglig konsulent for Ernæringsrådet (1998-2000). Medlem af regeringens arbejdsgrupper om kosttilskud under Fødevarestyrelsen (2002, 2004).